# Les Sabots en or
Les Sabots en or (arabe : صفايح ذهب soit Safa'ih min dhahab) est un film tunisien réalisé en 1988 par Nouri Bouzid.

## Synopsis
Youssef Soltane, un intellectuel de 45 ans, est le pur produit d'une génération qui a connu les périodes euphoriques des grandes idéologies des années 1960 et aussi leur faillite collective. Youssef fut emprisonné longtemps et torturé pour ses activités d'opposant politique. Sa liaison tumultueuse avec Zineb, la jeune et belle bourgeoise, qui lui a fait découvrir l'amour et l'avait hébergé et caché à l'époque de ses activités clandestines, ne lui vaut plus que des déboires. Quelques mois après sa sortie de prison, son épouse répudiée, Fatma, est morte, laissant les trois enfants à la garde de leur grand-mère. Au cours de cette longue nuit d'hiver, celle de la fête de l'Achoura, Youssef va errer à la recherche d'un refuge affectif, d'une tendresse, en proie à toutes les interrogations qui secouent sa mémoire.

## Fiche technique
- Titre : Les Sabots en or
- Titre original : arabe : صفايح ذهب (Safa'ih min dhahab)
- Réalisation : Nouri Bouzid
- Scénario : Nouri Bouzid
- Montage : Kahéna Attia
- Images : Youssef Ben Youssef
- Son : Faouzi Thabet
- Musique : Anouar Brahem
- Production : Ahmed Bahaeddine Attia (Cinétéléfilms)
- Pays d'origine : Tunisie
- Format : Couleurs  - son Dolby numérique -  35 mm
- Genre : drame
- Durée : 104 minutes

## Distribution
- Sondos Belhassen
- Martine Gafsi
- Fethi Haddaoui
- Farah Khadar
- Mechket Krifa
- Hichem Rostom : Youssef Soltane
- Hamadi Zarrouk

## Distinctions
- Prix du montage, Mostra de Valence du cinéma méditerranéen, 1990
- Sélection officielle, Festival de Cannes, 1989
- Premier prix, Festival du cinéma africain de Khouribga